# Caph
Caph (Beta Cassiopeiae, β Cas) – gwiazda w gwiazdozbiorze Kasjopei, odległa od Słońca o około 55 lat świetlnych.

## Nazwa
Nazwa własna gwiazdy pochodzi od arabskiego wyrażenia ‏الكف الخصيب‎ al-Kaff al-khaṣīb, co oznacza dłoń zabarwioną henną. Nawiązuje ona do dawnego arabskiego wyobrażenia całej konstelacji jako dłoni, choć bywała też interpretowana jako nawiązanie do położenia w wizerunku królowej Kasjopei. Bywała też zapisywana w formie Kaff lub Chaph. Mohammad al Tizini określił tę gwiazdę w swoim katalogu nazwą Al Sanām al Nākah, „garb wielbłąda”, zgodnie z perskim wyobrażeniem. Natomiast Chińczycy widzieli w niej legendarnego woźnicę o imieniu Wangliang (), powożącego czterokonnym zaprzęgiem. Międzynarodowa Unia Astronomiczna w 2016 roku formalnie zatwierdziła użycie nazwy Caph dla określenia tej gwiazdy.

## Charakterystyka obserwacyjna
Jest to trzecia pod względem jasności gwiazda konstelacji Kasjopei. Jej obserwowana wielkość gwiazdowa to 2,28m, a wielkość absolutna jest równa 1,16m.
Wyobrażona linia poprowadzona na niebie przez Caph i Alpheratz do równika niebieskiego z dobrą dokładnością wskazuje punkt równonocy wiosennej.
Gwiazda ma dwie optyczne towarzyszki o wielkości około 11–13m, różniące się ruchem własnym.

## Charakterystyka fizyczna
Jest to żółtobiały olbrzym należący do typu widmowego F2. Jego temperatura to 6700 K, a jasność jest 28 razy większa niż jasność Słońca. Gwiazda ma cztery razy większy promień i około dwa razy większą masę niż Słońce. Uformowała się około 0,9 miliarda lat temu, prawdopodobnie będąc na ciągu głównym białą gwiazdą podobną do Altaira. Jest obecnie na etpaie względnie szybkich zmian, związanych z zaprzestaniem syntezy wodoru w hel w jej jądrze, któremu odpowiada Przerwa Hertzsprunga na diagramie H-R. Caph ma koronę podobną do korony słonecznej, emitującą promieniowanie rentgenowskie. Ponadto jest to jedna z najjaśniejszych na niebie gwiazd zmiennych typu Delta Scuti, jej jasność zmienia się o około 6% z okresem 2,5 godziny.
Caph był dawniej uznawany za gwiazdę spektroskopowo podwójną o okresie obiegu 27 dni, jednak obecnie sądzi się, że jest to gwiazda pojedyncza.